# Kavaklıdere (stad)
Kavaklıdere is de hoofdplaats van het Turkse district Kavaklıdere en telt 3432 inwoners (2000).

## Verkeer en vervoer

### Wegen
Kavaklıdere ligt aan de provinciale weg 48-01.